# Graham Hyde
Graham Hyde (Doncaster, 10 november 1970) is een Engels voormalig betaald voetballer die bij voorkeur als verdedigende middenvelder speelde. 

## Clubcarrière

### Sheffield Wednesday
Hyde stond meer dan tien jaar onder contract bij Sheffield Wednesday, van 1988 tot 1999. In de tijd van Hyde was de club een eersteklasser, uitkomend in de Football League First Division en vanaf 1992 de Premier League. Hyde verloor in 1993 twee bekerfinales met Sheffield Wednesday, onder leiding van manager Trevor Francis. Zowel de finale van de FA Cup als de finale van de League Cup werden verloren tegen het Arsenal van manager George Graham. Hyde speelde 174 competitiewedstrijden voor Sheffield Wednesday en scoorde elfmaal. Hij speelde samen met onder anderen Marc Degryse en David Hirst en maakte de laatste succesjaren van de club mee. In 1991 won Sheffield Wednesday de League Cup door de finale te winnen van Manchester United van de legendarische manager Sir Alex Ferguson, maar Hyde wachtte nog op zijn grote doorbraak. Hij was regelmatig een vaste waarde bij The Owls, maar schipperde doorgaans tussen de basis en de invallersbank. Hyde verliet de club in 1999.

### Birmingham City
Hyde verhuisde naar Birmingham City, destijds een tweedeklasser. Zijn vertrek bij Sheffield Wednesday betekende het definitieve einde van zijn carrière in ere-afdeling. Met Birmingham City wist Hyde namelijk te promoveren naar de Premier League, maar hij verliet dan de club. Hyde speelde 51 competitiewedstrijden voor The Blues. 

### Latere carrière
Hyde belandde vanaf 2004, na een periode van twee seizoenen bij Bristol Rovers, in het amateurvoetbal.
Hyde speelde voor clubs als Hereford United, Worcester City, Hednesford Town, Halesowen Town en Fleet Town. 
In 2008 stopte de 37-jarige Hyde met voetballen bij Fleet Town, onder de hoede van gewezen Sheffield Wednesday-ploeggenoot Andy Sinton.

## Trainerscarrière
Hyde was de coach van Redditch United van 2011 tot 2012. Hij was ook even trainer van Boston United (ad interim) en Telford United, waar Hyde in januari 2013 assistent werd van Andy Sinton.